# Harcerski Klub Modelarstwa Lotniczego i Kosmicznego

Rakietoplan modelarzy HKMLiK

Harcerski Klub Modelarstwa Lotniczego i Kosmicznego (HKMLiK) – powstał formalnie w 1986 roku (nieformalnie – dużo wcześniej), w ramach krakowskiego lotniczego Szczepu 19 KLDH "Słoneczne Drogi" im. F.Żwirki i St. Wigury, należącego do środowiska Krakowskiej 19 Lotniczej).
Przewodniczącymi HKMLiK byli m.in.:
- hm. Tadeusz Kasprzycki HR, instruktor/trener modelarstwa lotniczego i kosmicznego;
- Krzysztof Przybytek - wielokrotny mistrz Świata, Europy i Polski w modelarstwie kosmicznym, który nadal pełni opiekę instruktorską/trenerską. 